# 융흥
융흥(隆興, 1163년 ~ 1164년)은 남송 효종(孝宗) 조신(趙昚)의 첫번째 연호이다. 2년 가량 사용하였다.
융흥 전에 원래 개원할 연호는 중희(重熙)였으나, 대신 왕응진(汪應辰)이 적국 요나라의 흥종이 사용한 중희 연호를 다른 연호로 바꾸어 쓰길 요청하였다. 그리하여 융흥 연호로 바꾸어 개원하였다.

## 개원
- 소흥(紹興) 32년 11월 16일[2](율리우스력 1162년 12월 23일)에 연호를 융흥(隆興)으로 정하고, 다음 해 1월 1일[3](율리우스력 1163년 2월 5일)에 개원함.[4][5][6][7]

- 융흥(隆興) 3년 1월 1일[8](율리우스력 1165년 2월 13일)에 연호를 건도(乾道)로 개원함.[4][9][6][7]

## 연대 대조표
| 융흥 | 서기 (西紀) | 간지 (干支) | 금나라 연호    | 서하 연호       |
| 원년 | 1163년      | 계미 (癸未) | 대정(大定) 4년 | 천성(天盛) 15년 |
| 2년  | 1164년      | 갑신 (甲申) | 대정 5년       | 천성 16년       |

## 동시대 연호

### 중국
금(金)
- 대정(大定) (1161년 ~ 1189년)

서하(西夏)
- 천성(天盛) (1149년 ~ 1169년)

대리국(大理國)
- 성명(盛明) (1162년 ~ 1163년)
- 건덕(建德) (1164년 ~ 1171년)

서요(西遼)
- 소흥(紹興) (1151년 ~ 1163년)
- 숭복(崇福) (1164년  ~ 1177년)

### 베트남
- 찐롱바오응(政隆寶應) (1163년 ~ 1174년)

### 일본
- 오호(應保) (1161년 ~ 1163년)
- 조칸(長寬) (1163년 ~ 1165년)

## 같이 보기
- 중국의 연호 목록